# Spilosoma chionea
Spilosoma chionea là một loài bướm đêm thuộc phân họ Arctiinae, họ Erebidae.